# Haitianisch-spanische Beziehungen
Die haitianisch-spanischen Beziehungen beschreiben das bilaterale Verhältnis zwischen der Republik Haiti einerseits und dem Königreich Spanien andererseits.
Die Beziehungen gehen auf die Erkundungsreisen von Christoph Kolumbus 1492 zurück, sind intensiv und von gegenseitiger Wertschätzung geprägt.

## Stand
Haiti und Spanien nahmen im Jahr 1939 dirplomatische Beziehungen auf.

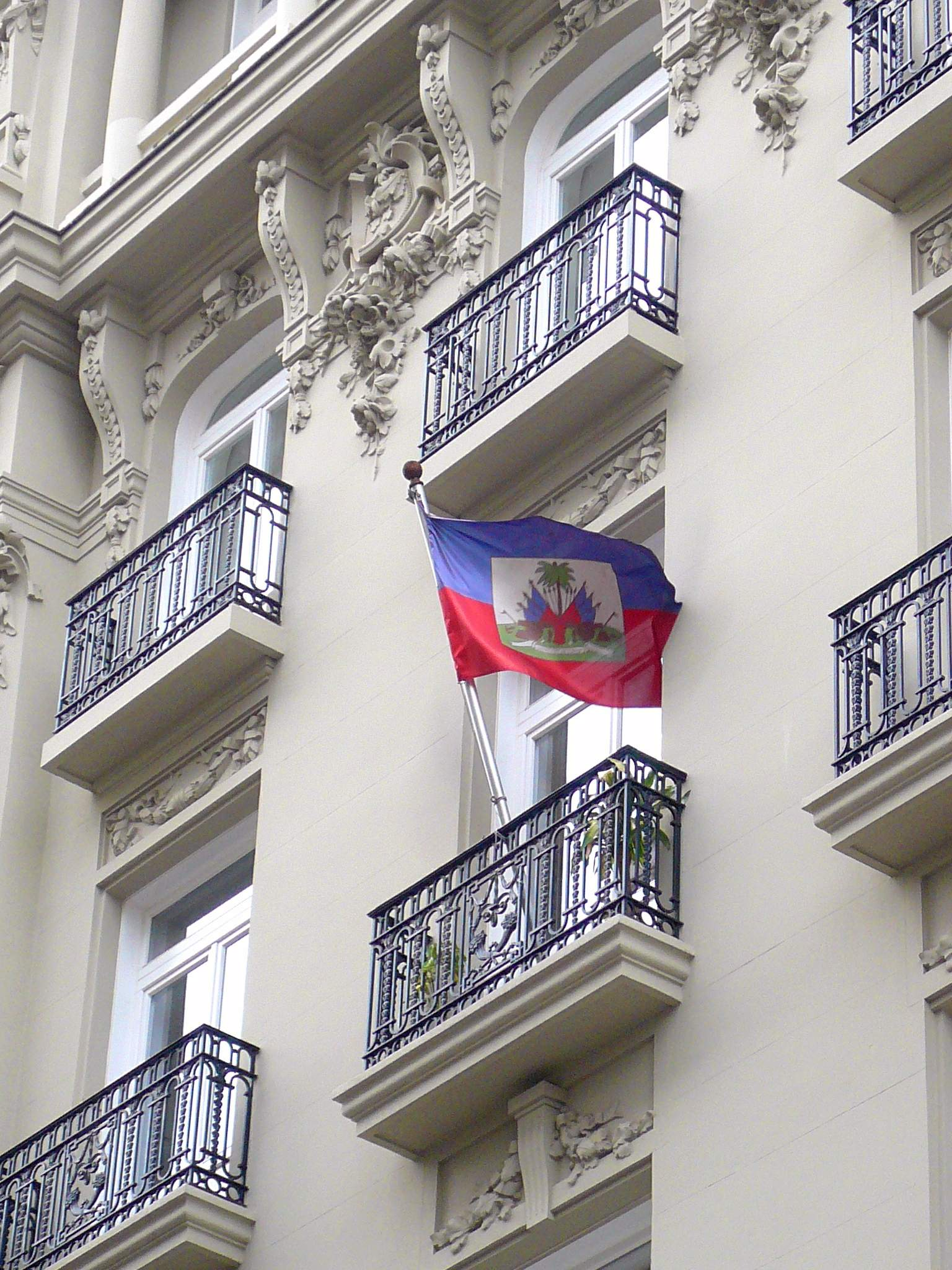
Botschaft Haitis in Madrid (Paseo de la Castellana 15)

Haiti unterhält eine Botschaft in Madrid, die aufgrund einer Resolution der Vereinten Nationen von 1946 bis 1949 geschlossen war. Haiti hat ferner zwei Honorarkonsuln in Spanien bestellt, die in Cadiz und Málaga ansässig sind.

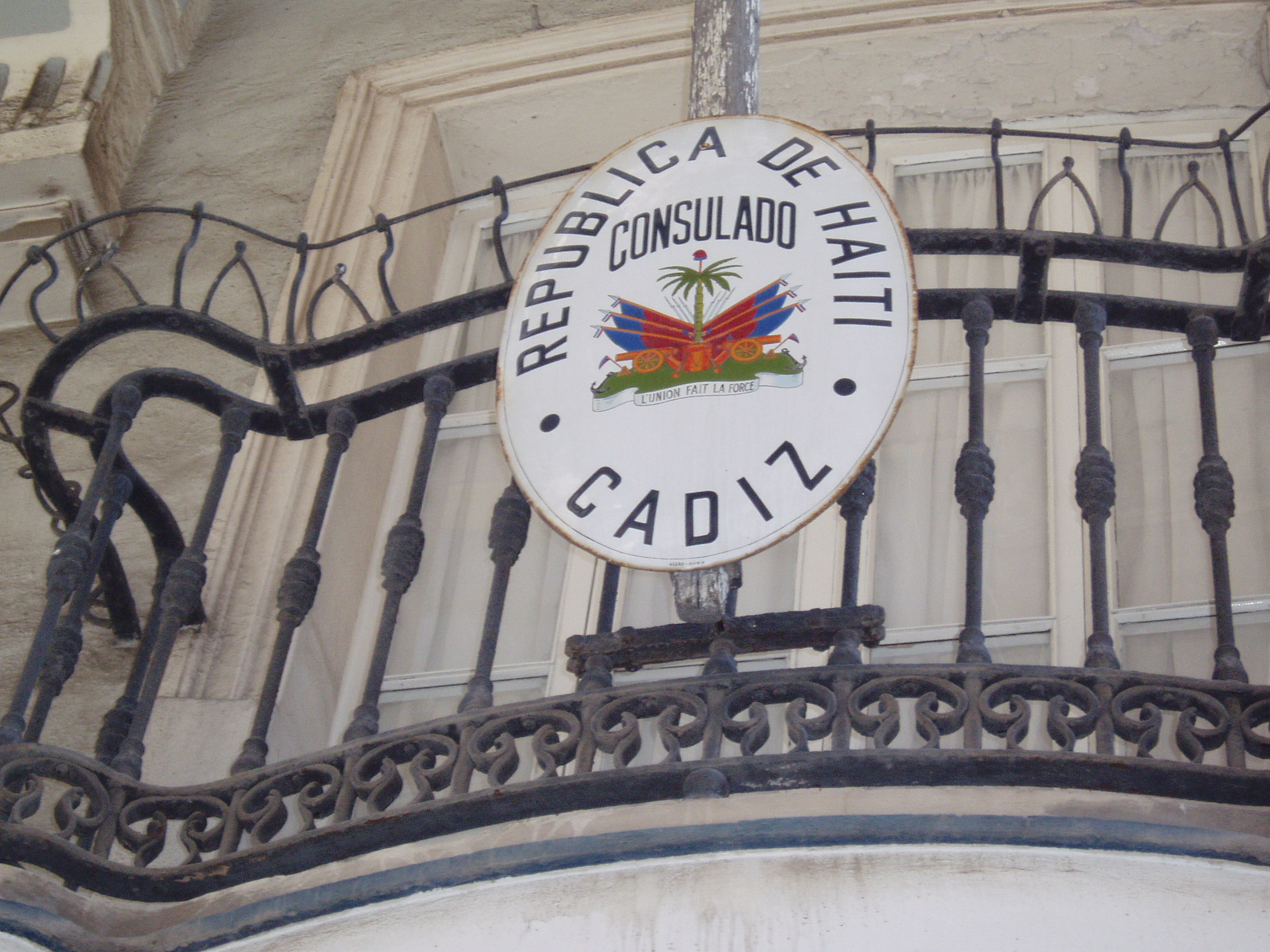
Amtsschild des haitianischen Honorarkonsuls in Cadiz

Spanien errichtete im Jahr 1952 seine Botschaft in Port-au-Prince. Es besteht ferner ein Büro für technische Zusammenarbeit der Agencia Española de Cooperación Internacional para el Desarrollo (Spanische Agentur für internationale Entwicklungszusammenarbeit; AECID). Die Bereiche Wirtschaft, Handel und Landwirtschaft werden von der spanischen Botschaft in Santo Domingo aus betreut.
Angesichts der andauernden Krise in Haiti rät das spanische Außenministerium von Reisen nach Haiti ab.
Beide Länder gehören der Lateinischen Union, der Welthandelsorganisation und den Vereinten Nationen (UN) mit ihren Sonderorganisationen an. Haiti ist Mitglied der Organisation Amerikanischer Staaten (OAS), bei der Spanien einen Beobachterstatus hat.
Der Handel zwischen den beiden Ländern ist begrenzt. Der Wert des Handelsvolumens lag im Jahr 2023 bei 20 Mio. Euro. Spanien exportierte vor allem Schmierstoffe, Gemüse und Obst sowie ätherische Öle im Wert von 14 Mio. Euro nach Haiti, während von dort ätherische Öle, Kakao und Textilerzeugnisse im Wert von 6 Mio. Euro importiert wurden.

## Geschichte

### Frühe Zeit
Am 17. Dezember 1492 erreichte Christoph Kolumbus die Insel Hispaniola, die in der Folge Teil des spanischen Reiches wurde. Im Laufe der Zeit siedelten im Westen der Insel die französischen Bukaniere, Männer, die unter anderem von dem Tabakanbau lebten. Hinzu kamen die Filibuster, Kaperfahrer im französischen Auftrag, die zunächst die Île de la Tortue vor der Nordküste von Hispanionale besetzten. Der westliche Teil der Insel wurde schließlich von Frankreich als Kolonie beansprucht. Im Jahr 1697 trat Spanien diesen Teil der Insel durch den Vertrag von Ryswick an Frankreich ab, wodurch das französische Saint-Domingue entstand.
Während der 1791 begonnenen Sklavenaufstände in Saint-Domingue intervenierte Spanien von seiner Kolonie im Osten der Insel aus im Jahr 1793 und nahm zügig den nördlichen Teil der französischen Kolonie ein.
Nach der haitianischen Unabhängigkeit (1804) eroberte das Land im Jahr 1805 auch den nur kurz unter französischer Herrschaft stehenden östlichen Teil der Insel (heute die Dominikanische Republik). Bereits im Jahr 1808 verlor Haiti diese Eroberung, die wieder (bis 1821) an Spanien fiel.

### 21. Jahrhundert
Im Mai 2002 unterstützte Spanien die Sondermission der OAS in Haiti finanziell in den Bereichen Menschenrechte, Sicherheit und Justizverwaltung.

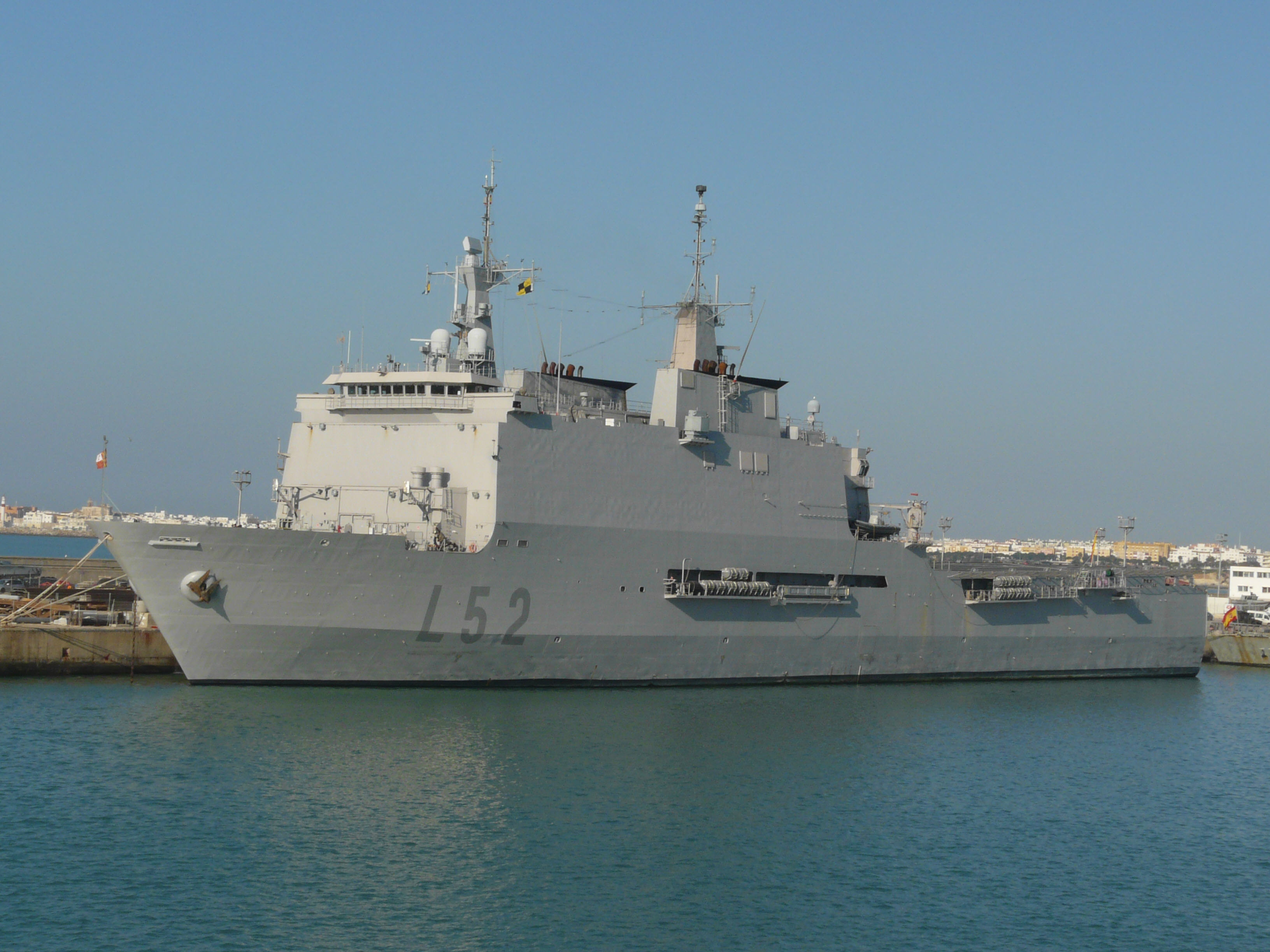
Spanisches Landungsschiff Castilla

Spanien beteiligte sich an der Stabilisierungsmission der Vereinten Nationen für Haiti (MINUSTAH; 2004 bis 2017).
Nach dem verheerenden Erdbeben in Haiti 2010 entsandte Spanien das Landungsschiff Castilla zur medizinischen Versorgung von Opfern.

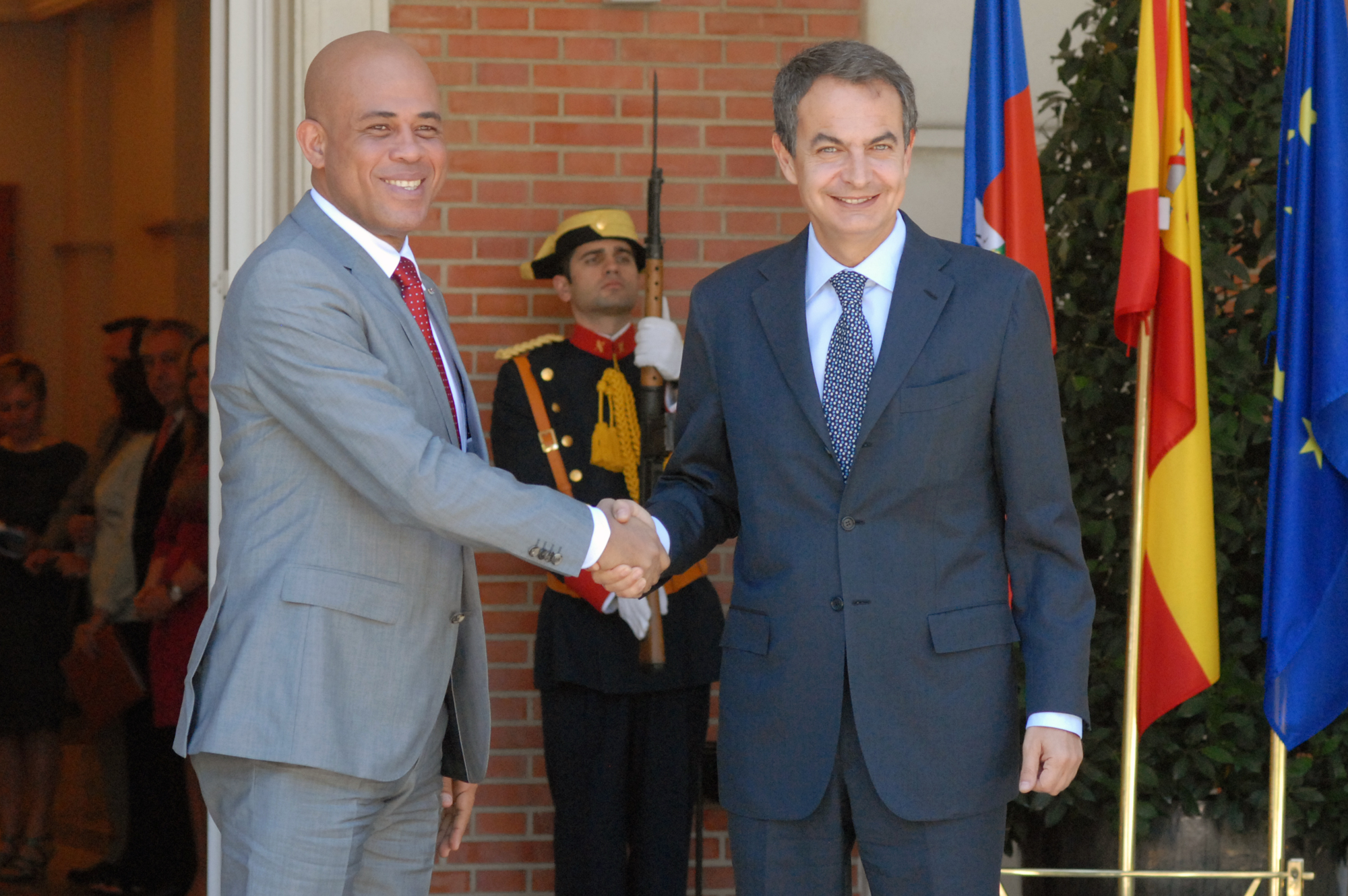
Michel Martelly und Premierminister Rodriguez Zapatero (Juli 2011)

Im Oktober 2011 besuchte Königin Sofía Haiti. Im Jahr 2015 erfolgte ein Besuch des spanischen Außenministers José Manuel García-Margallo. Königin Letizia reiste im Mai 2018 nach Haiti. Der haitianische Präsident Michel Martelly besuchte Spanien in der Funktion als Staatsoberhaupt im Juli 2011 und im November 2012, als er an dem Iberoamerikanischen Gipfel in Cádiz teilnahm, wan dem Haiti zum ersten Mal in der Funktion eines Beobachters teilnahm.
Im September 2024 kam es zu einem Treffen zwischen dem spanischen Außenminister José Manuel Albaresund seiner haitianischen Amtskollegin Dominique Dupuy, bei dem Albares Spaniens Unterstützung für eine politische und soziale Stabilisierung Haitis bekräftigte. Spanien beteiligt sich mit drei Millionen Euro an der Finanzierung der Multinationalen Sicherheitsunterstützungsmission (MMAS). Während des Treffens unterzeichneten Albares und Dupuy eine Absichtserklärung bezüglich der künftigen Zusammenarbeit der Diplomatenschulen Spaniens und Haitis. Albares sagte zu, dass die spanische Entwicklungszusammenarbeit, die im Jahr 1991 begann, das haitianische Volk weiterhin unterstützen wird. Die laufende spanische Entwicklungshilfe in Haiti umfasste Projekte im Wert von mehr als 54 Millionen Euro sowie mehr als fünf Millionen Euro an humanitärer Hilfe. Zu den wichtigsten Maßnahmen gehörten der Bereich Wasserversorgung und sanitäre Einrichtungen.